# Messa nera
La messa nera è un rituale satanico. È un rifacimento della messa domenicale cattolica di cui segue tutte le fasi facendone autore e destinatario il diavolo.

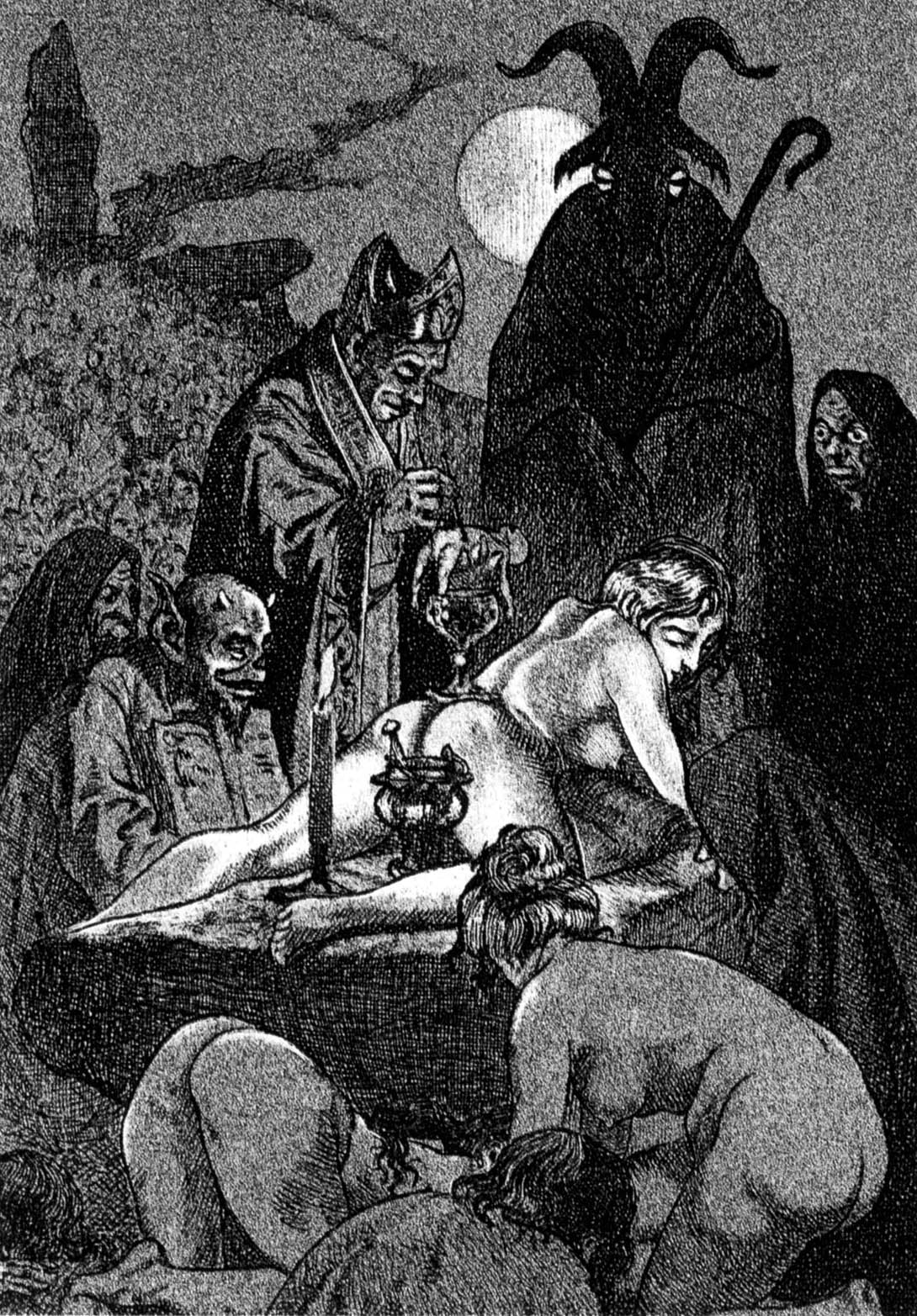
Una messa nera

## Storia
La chiesa cattolica ci fa pensare che venisse praticato inizialmente nel Medioevo dalle streghe e da sette eretiche. Nella credenza popolare la messa nera era legata ai famosi sabba delle streghe in cui si consacrava come strega o stregone il peccatore incallito che si riteneva acquisisse in tal modo il potere di far deperire una persona fino a condurla alla morte.

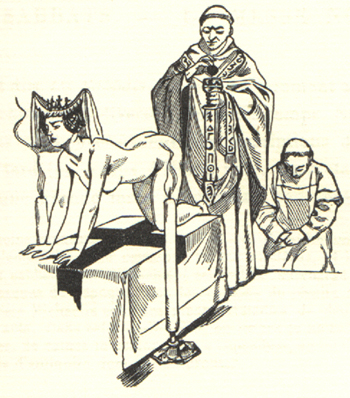
Celebrazione di una messa nera sul corpo di una strega

Nel XV secolo Gilles de Rais fece celebrare messe nere in cui i celebranti indossavano paramenti simili a quelli dei sacerdoti cattolici ma con l'unica differenza che sulla pianeta era raffigurata una capra che è un animale associato al demonio. Altre parodie dei riti cattolici comprendevano croci rovesciate, capovolgimenti di preghiere cristiane, una benedizione con acqua lurida, sacrifici di animali e l'uso dell'addome di una donna nuda come altare. La messa nera culminava in un'orgia rituale e, a volte, in un sacrificio umano.
Secondo alcuni storici e contemporanei il 28 maggio 1574, a mezzanotte, nel castello di Vincennes, Caterina de' Medici fece celebrare una messa del diavolo per conoscere la causa e i rimedi alla malattia che aveva colpito suo figlio Carlo IX di Francia, compiendo atti di gran scelleratezza. Durante la cerimonia fu sgozzato un bambino, la cui testa venne posta su un tavolo attorno a lampade contenenti sostanze aromatiche. In seguito Caterina de' Medici interrogò il demonio evocato, che doveva dare i propri responsi tramite la testa del bambino, per conoscere la natura e i rimedi inerenti alla malattia che affliggeva il figlio.
In Francia, alla corte di Luigi XIV, fece scalpore il caso di Catherine "La Voisin" Deshayes, che era solita celebrare messe nere. La polizia aveva accertato che durante le messe sacrileghe ad alcune clienti di La Voisin veniva proposto di bere dal calice liquidi di origine sessuale (sperma e sangue mestruale), in ossequio ad un'antica tradizione magica proveniente dalla Cina e dall'India. La cerimonia si svolgeva sul corpo di una donna nuda, veniva sacrificato un bambino e il rito si concludeva con un'orgia.

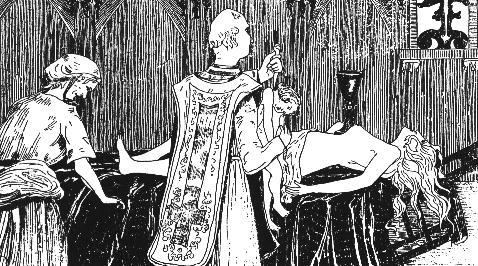
L'abate Étienne Guibourg celebra una messa nera sul corpo vivo di Françoise-Athénaïs di Montespan in presenza di Catherine "La Voisin" Deshayes

Nel XIX secolo la massoneria fu incolpata di praticare messe nere.

## La messa nera moderna
Vengono tuttavia praticate anche nella società moderna da gruppi di "satanisti" denominati acidi e completamente estranei alla vera pratica satanista. I praticanti o adepti si riuniscono in luoghi isolati, preferibilmente in casolari abbandonati, quali vecchie cascine, chiese sconsacrate o in boscaglie fitte ed impenetrabili.
La scenografia delle chiese sataniche richiede drappi neri, paramenti a imitazione degli abiti sacerdotali e persino l'uso di messali e leggii.
La messa nera è celebrata in latino, secondo un rito che ricalca quello della messa tridentina cattolica: ad esempio la frase "Adiutórium nostrum in nómine Dómini" viene trasformata in "Adiutórium nostrum in nómine Dómini Inferi".
Le caratteristiche del rito della messa nera sono descritte in maniera discordante. Secondo alcuni studiosi cattolici, per officiare una messa nera sono necessarie ostie consacrate e liquidi sia maschili sia femminili (sperma e sangue mestruale). Si afferma che ci sono stati anche casi di sacerdoti che hanno consacrato delle ostie per poi utilizzarle per celebrare messe nere. Gli elementi ritenuti indispensabili affinché il rito sia efficace sono i seguenti: la presenza di una croce rovesciata e il saluto Ave Satanas. Si reputa facoltativa la presenza di una donna nuda usata come altare, che viene violentata prima dal sacerdote e poi dagli altri partecipanti. Dall'altra parte i satanisti negano l'uso di ostie consacrate e il compimento di orge e violenze durante la celebrazione.
A differenza dell'opinione comune, convinta che sia un insieme di sacrifici umani e non, la messa nera, secondo il satanismo moderno (ovvero quello laveyano), è un insieme di formule proclamate ad alta voce (tra le quali la ricorrente "Shemhamforash") accompagnate da forti emozioni dipendenti dal fine del rituale (ad esempio un orgasmo per conquistare il cuore di qualcuno o un pianto di commozione per augurare successo a qualcuno).
Sempre secondo il satanismo laveyano esistono infatti tre tipi di messa nera: Congiura della Lussuria, Congiura della Compassione e Congiura della Distruzione.